# Sasha DiGiulian
Sasha DiGiulian  (* 23. Oktober 1992 in Alexandria, Virginia) ist eine US-amerikanische Kletterin.

## Wettkampfkarriere
Sasha DiGiulian begann im Alter von sechs Jahren mit dem Klettern. Seit 2004 nimmt sie an regionalen und überregionalen Wettkämpfen im Sportklettern in den Bereichen Lead, Bouldern und im Speedklettern teil. 2010 war sie Jugend-Panamerika- sowie Panamerika-Meisterin im Lead und in der Kombination. Sie trat bis 2012 auch im Kletterweltcup an, wobei ihr bestes Resultat ein sechster Platz in Puurs (Belgien) war.
Bei der Weltmeisterschaft 2011 in Arco (Italien) erreichte sie im Bouldern den zweiten Platz, im Lead den achten Platz und im Speedklettern Platz 52. Sie konnte somit in der Gesamtweltmeisterschaftswertung, die sich aus den Ergebnissen der drei Kategorien zusammensetzt, den ersten Platz belegen.
2012 wurde sie in San Juan de Los Morros (Venezuela) erneut Panamerikanische Meisterin. Sie siegte in den Disziplinen Lead und Bouldern sowie in der Kombination.

## Felsklettern
Sasha DiGiulian ist daneben vor allem für das Klettern am Fels bekannt. Im Sportklettern gelingen ihr Routen Rotpunkt bis zur Schwierigkeit 9a (5.14d), sowie Onsight 8b+ (5.14a). Im Bouldern sind ihre am höchsten gewerteten Begehungen Rotpunkt 8A (V11) sowie Onsight 7C+ (V10).
2011 konnte sie die Route Pure Imagination im Red River Gorge in Kentucky begehen, die zu diesem Zeitpunkt mit dem Grad 9a (5.14d) bewertet wurde. Die Route wurde später von Adam Ondra Onsight geklettert und auf den Schwierigkeitsgrad 8c+ (5.14c) abgewertet. Am 25. April 2012 konnte sie die Route Era Vella im spanischen Margalef begehen und war damit die dritte, jüngste und erste nordamerikanische Frau in der Welt, die den Schwierigkeitsgrad 9a (5.14d) kletterte. Sasha DiGiulian wurde für diese Leistungen sowohl mit dem Salewa Rock Legend Award als auch mit dem Golden Piton Award ausgezeichnet.
2017 kletterte sie im Tsaranoro Atsimo-Massiv auf Madagaskar mit Edu Marin eine der schwersten Mehrseillängenrouten der Welt. Mora Mora führt über 700 m (12 Seillängen) und wird mit 8c (5.14b) bewertet.
Im Oktober 2022 kletterte sie gemeinsam mit Matilda Söderlund und Brette Harrington die 8c-Route Rayu in den Picos de Europa (Spanien). Die drei schafften die erste Wiederholung und erste Frauenbegehung der 13 Seillängen langen Route. Zudem sind sie das erste rein weibliche Team, welches eine Trad-Route im Schwierigkeitsgrad 8c durchsteigen konnte.

## Weitere Aktivitäten
Sasha DiGiulian studierte an der Columbia University in New York City Nonfiction Writing und Business. Sie ist Mitglied des Direktoriums der Women's Sport Foundation und schreibt regelmäßig Kolumnen für das Outside Magazine.
Sie half mit, ein Kletter-Emoji zu produzieren, das auf einem Bild von ihr basiert. Es wurde im März 2017 durch Emojipedia veröffentlicht.
Sasha DiGiulian wird unter anderem von Red Bull, Adidas, Petzl und Tiger Balm gesponsert. Sie steht im Zentrum der Serien 10am on a Tuesday with Sasha DiGiulian und No Days Off, die von Red Bull TV produziert wurden, und ihren Alltag als Profikletterin zeigen.

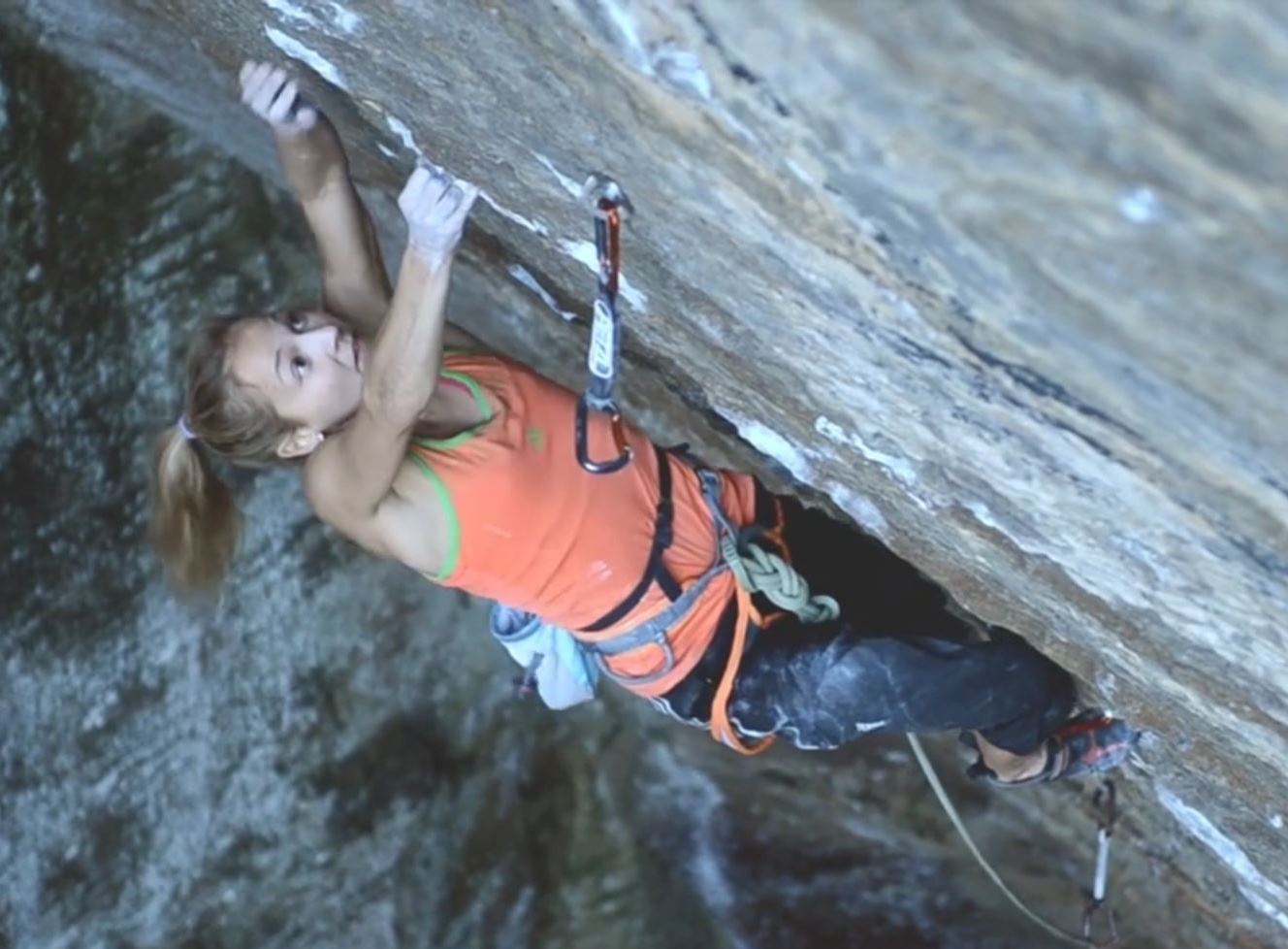
Sasha DiGiulian in der Route Pure Imagination, 2011

## Erfolge

### Wettkampfklettern
(Quelle: )
- Vizeweltmeisterin im Bouldern sowie Sieg in der Gesamtwertung in Arco (Italien) 2011
- Panamerikanische Meisterin im Lead und in der Kombination in Quito (Ecuador) 2010 sowie im Lead, Bouldern und in der Kombination in San Juan de Los Morros (Venezuela) 2012
- Nordamerikanische Meisterin in Denver (USA) 2006
- US-amerikanische Meisterin im Lead 2010, 2011 und 2012
- Kletterweltcup: 6. Platz in Puurs (Belgien) 2011; 8. Platz in Chamonix (Frankreich) 2011; 7. Platz in Boulder (USA) 2011
- 3. Platz bei den Jugendweltmeisterschaften in Ibarra (Ecuador) 2007, sowie 4. Platz in Sydney (Australien) 2008, in Valence (Frankreich) 2009, in Edinburgh (Vereinigtes Königreich) 2010

### Felsklettern

#### Sportkletterrouten
(Quelle: )

##### 9a (5.14d)
- Era Vella – Margalef, Spanien – 25. April 2012
- Pure Imagination – Red River Gorge, USA – 15. Oktober 2011 – erste weibliche Begehung, später von Adam Ondra auf 8c+ abgewertet.

##### 8c+ (5.14c)
- Mind Control – Oliana, Spanien – 10. März 2012
- Cosi Fan Tutte  – Rodellar, Spanien – 3. September 2011 – erste weibliche Begehung
- Lucifer – Red River Gorge, USA – 24. März 2011 – erste weibliche Begehung
- Southern Smoke – Red River Gorge, USA – 19. März 2011 – erste weibliche Begehung
- Rolihala – Südafrika – Erstbegehung – teils mit 8c/+ bewertet

##### 8c (5.14b)
- Joe Exotic – Boulder, USA – 14. Juli 2022 – erste weibliche Begehung
- Thanatopsis – Red River Gorge, USA – November 2014 – erste weibliche Begehung
- Rolihlahla – Waterval Boven, Südafrika – Juli 2013 – Erstbegehung
- Pata Negra – Rodellar, Spanien – 11. Juni 2012
- Aitzol – Margalef, Spanien – 20. September 2011
- Welcome to Tijuana – Rodellar, Spanien – 14. August 2010

##### 8b+ (5.14a)
- Call Me Daddy – Boulder, USA – 2021
- Just Married – Bielsa, Spanien – 2011 – Onsight
- Maskoking – Rodellar, Spanien – 7. September 2011 – Onsight
- Omaha Beach – Red River Gorge, USA – 22. März 2011 – Onsight
- Flash Over – Margalef, Spanien – 2011
- Millennium – Maple Canyon, USA
- Philipe Cuisinere – Rodellar, Spanien
- Via del Quim – Margalef, Spanien
- Ixeia – Rodellar, Spanien – 2011

##### 8b (5.13d)
- Highway 42 – Rodellar, Spanien – 2011 – Onsight
- Eclipse Cerebral – Bielsa, Spanien – 2011 – Onsight

#### Mehrseillängen

##### 8c (5.14b)
- Rayu – Picos de Europa, Spanien – Oktober 2022 – (13 Seillängen, trad), erste Wiederholung und erste weibliche Begehung, gemeinsam mit Matilda Söderlund und Brette Harrington[9]
- Mora Mora – Tsaranoro Atsimo-Massiv, Madagaskar – 20. Juli 2017 – (12 Seillängen, 700 m), erste weibliche Begehung, gemeinsam mit Edu Marin[8]

##### 8b+ (5.14a)
- Viaje de los Locos – Gola di Gorroppu, Italien – 1. September 2014 – (7 Seillängen), erste weibliche Begehung, gemeinsam mit Edu Marin[18]

##### 7c+ (5.13a)
- Logical Progression – El Gigante, Mexiko – Mai 2021 – (28 Seillängen, 900 m), erste weibliche Begehung, gemeinsam mit Vian Charbonneau[19]
- Magic Mushroom – Eiger-Nordwand, Schweiz – August 2015 – (18 Seillängen, 600 m, trad), erste weibliche Begehung, gemeinsam mit Carlo Traversi[20]